# Kaplica św. Mikołaja w Geich

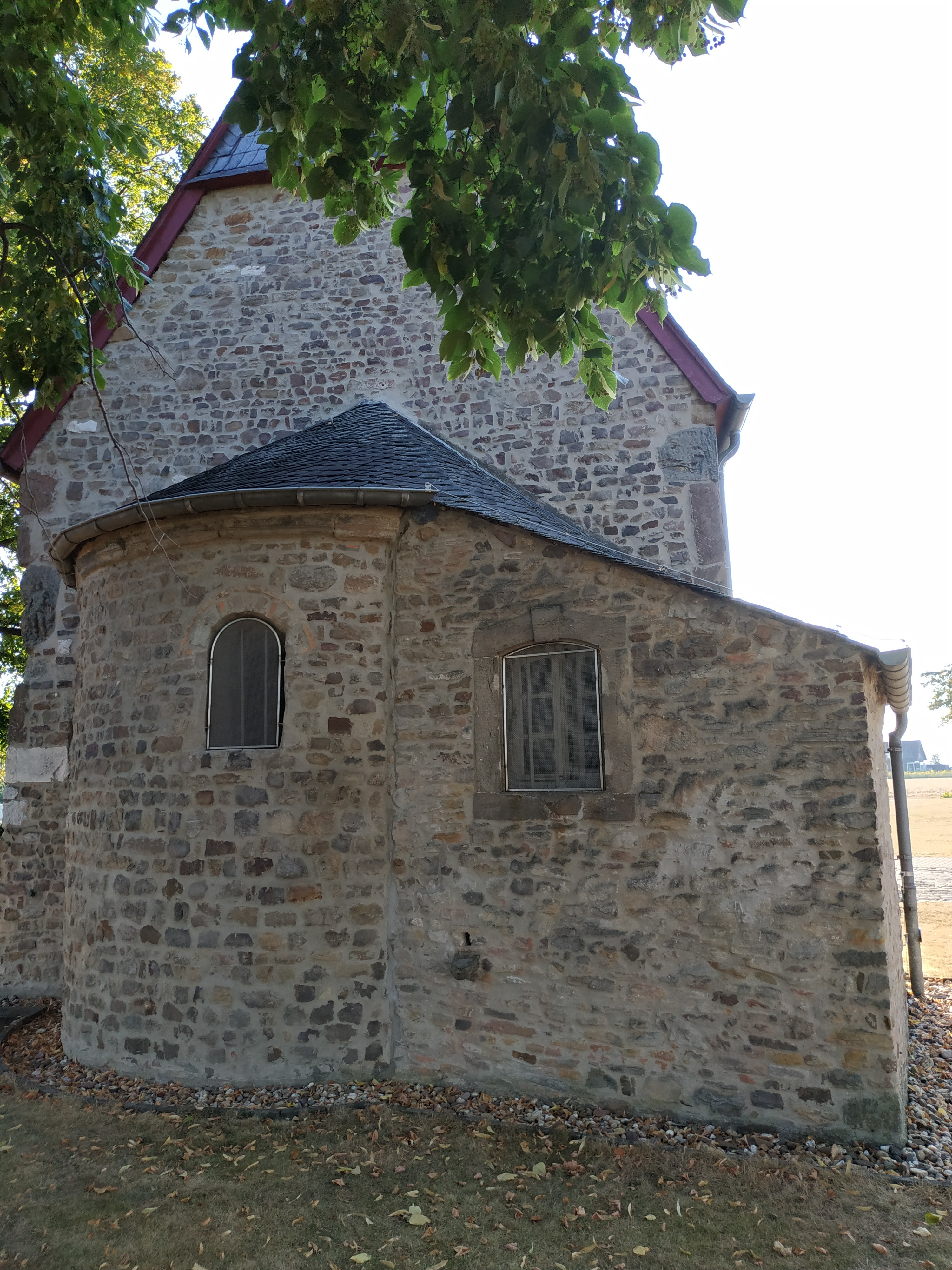
Kaplica św. Mikołaja w Geich (Langerwehe, Niemcy)

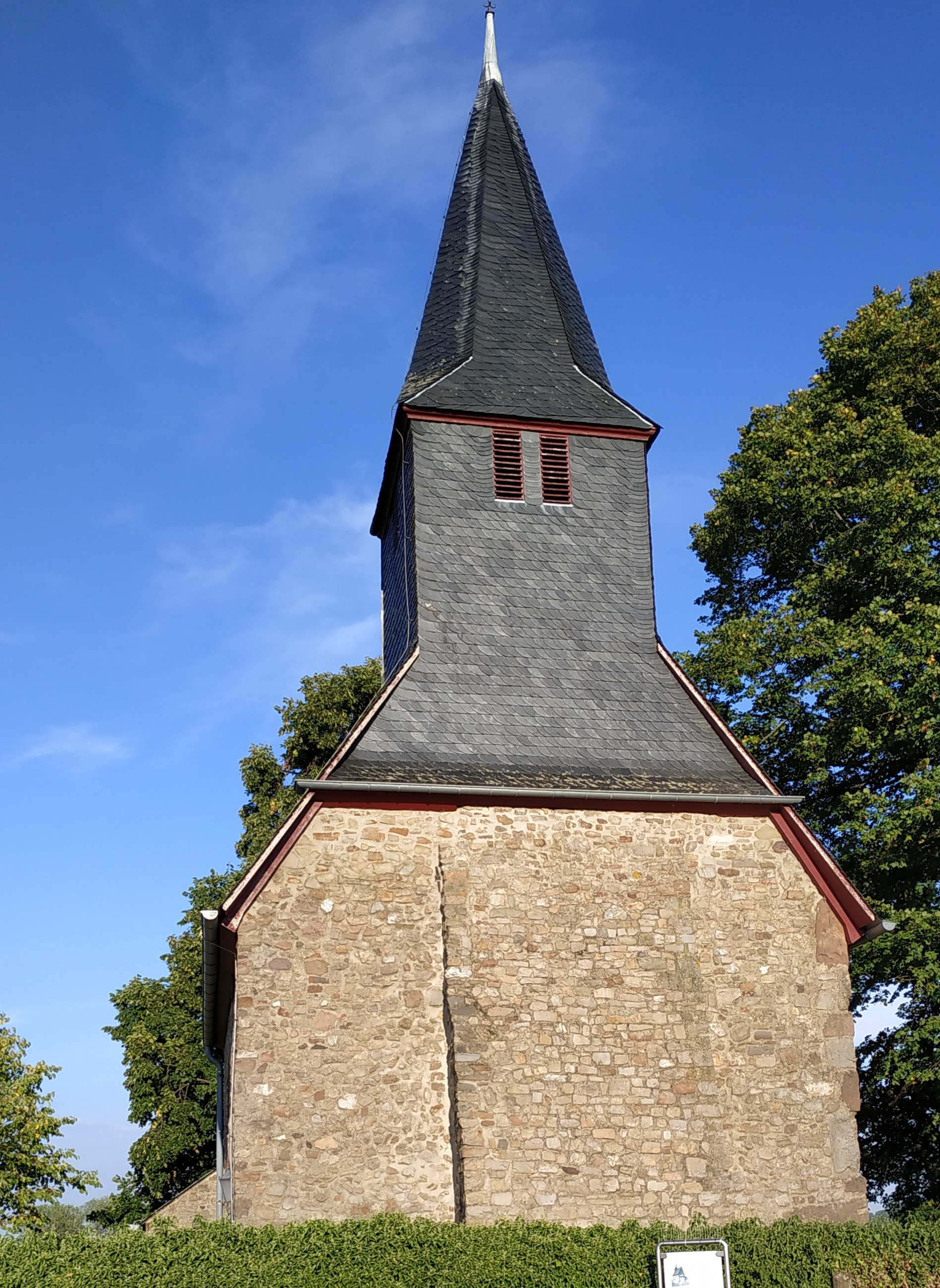
Kaplica św. Mikołaja w Geich (Langerwehe, Niemcy), widok od strony zachodniej.

Kaplica św. Mikołaja w Geich – kaplica rzymskokatolicka położona w Geich w gminie Langerwehe w powiecie Düren (Niemcy). Kaplica należy do parafii św. Mikołaja w Echtz. Budynek położony jest na północno-wschodnim krańcu wioski, w pobliżu drogi L13 prowadzącej do Echtz. Teren przy kaplicy otoczony jest niskim kamiennym murem, po lewej stronie od wejścia umieszczono tablicę upamiętniającą mieszkańców okolic poległych w czasie I i II wojny światowej. 

## Historia

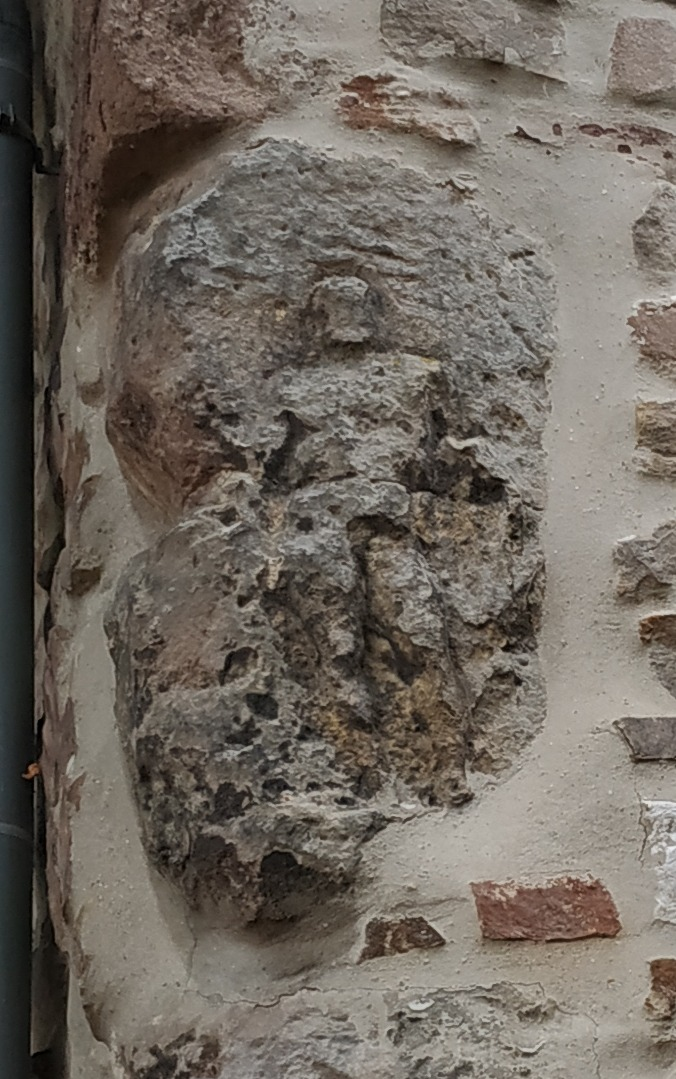
Narożnik kaplicy św. Mikołaja w Geich, z rzymską płaskorzeźbą (Herkules?)

Kaplicę zbudowano z łamanego kamienia i kamieni polnych w XI-XII wieku. Wykorzystano też kamienne elementy pochodzące z czasów rzymskich (w jednym z narożników widoczna jest mocno zniszczona płaskorzeźba prawdopodobnie przedstawiająca Herkulesa). Pierwsza wzmianka w źródłach pisanych pochodzi z 7 września 1337 r. W kaplicy znajdują się dwa dzwony pochodzące z XV wieku (jeden datowany na 1433 r.). W 1763 do budynku dobudowano zakrystię, w czasie II wojny światowej kaplica została uszkodzona, zniszczenia naprawiono do 1958 roku, prace kontynuowano także w latach siedemdziesiątych a iglicę odnowiono w roku 1988. Obecny stan (2022) to efekt kolejnego remontu przeprowadzonego w pierwszej połowie 2014 roku. Fragment drewna z więźby dachowej zbadany dendrochronologiczne pozwolił datować ścięcie drzewa na 1177/78 rok.